# 圣罗格治愈瘟疫
《圣罗格治愈瘟疫》（San Rocco risana gli appestati）是威尼斯画家丁托列托的一幅画作，绘制于1549年，现藏于威尼斯圣罗格堂。